# Dystrykt Kweneng
Dystrykt Kweneng – jeden z 9 dystryktów Botswany, znajdujący się w południowej części kraju. Stolica dystryktu to Molepolole. W 2011 roku dystrykt ten zamieszkiwało 304,5 tys. ludzi. W 2001 roku liczba ludności wyniosła 230 335 osób.
Dystrykt Kweneng podzielony jest na dwa poddystrykty: Kweneng East i Kweneng West.